# Decret de l'Alhambra
El Decret de l'Alhambra o Edicte de Granada va ser un decret editat a l'Alhambra el 31 de març de 1492 pels monarques que més endavant serien denominats Reis Catòlics, Ferran II d'Aragó i Isabel I de Castella, en el qual s'expulsava a tots els jueus de la península Ibèrica fixant com a termini el 31 de juliol de 1492. Per motius logístics es va estendre aquest termini fins al 2 d'agost a les dotze de la nit. Ferran el Catòlic en firmava un altre per a la Corona d'Aragó. Ambdós partien d'un mateix esborrany elaborat per Tomás de Torquemada, inquisidor general a Espanya.
El dia 2 d'agost va coincidir amb la partida de Cristòfol Colom cap al descobriment d'una nova ruta a les Índies, viatge que va acabar amb el descobriment d'Amèrica per part del món occidental. Aquesta coincidència ha donat peu a la teoria de l'origen jueu de Colom exposada, entre d'altres, per Simon Wiesenthal.

## Condicions de l'expulsió
- S'ordenava sortir amb caràcter definitiu i sense excepció a tots els jueus, no només dels regnes peninsulars, sinó de tots aquells territoris que es trobessin sota el poder dels Reis Catòlics.
- El termini era de 4 mesos a partir de la firma de l'edicte, és a dir, que el 31 de juliol no havia de quedar en el regne ni un sol jueu. En un edicte posterior, Torquemada va ampliar el termini 10 dies, per compensar el temps que va transcórrer entre la promulgació i el coneixement del decret.
- La desobediència a aquest edicte suposaria la condemna a mort i la confiscació dels béns.
- Els Reis van oferir la seva assegurança reial perquè els jueus negociessin la seva fortuna i se la portessin, si així era el seu desig en forma de lletres de canvi, ja que hi havia una llei que prohibia que es traguessin or, plata, monedes, armes i cavalls del país.

Encara que a l'edicte no es feia referència a una possible conversió, aquesta alternativa era implícita, i molts individus pertanyents a l'elit jueva la van escollir per evitar ser expulsats.

## Causes de l'expulsió
- La Inquisició espanyola establerta.
- Pressió de l'opinió popular, majoritàriament antijueva, promoguda per la Inquisició espanyola.
- Episodis de lluites classistes entre els grups tradicionalment privilegiats (noblesa i clergat) i la burgesia jueva incipient.

Segons alguns historiadors, les anteriors (de forma separada o en conjunt) no serien raons suficients com per provocar un esdeveniment tan greu com un edicte d'expulsió, tan sols serien motiu de conflictes socials, per la qual cosa els experts solen argumentar altres causes com a:
- Que la iniciativa partís dels inquisidors que pretenien acabar amb "l'herètica influència que comportaven les relacions socials judeocristianes".
- La intenció dels reis d'avançar un pas més en la cohesió social a partir de la unitat de fe.
- Molt important i no de poca vàlua eren les riqueses a acumular per l'expropiació i per les quotes necessàries imposades als jueus i a conversos per permetre'ls o escapar o salvar-se.

L'edicte de 1510, en el qual s'atorgaven llibertats, va portar a elevar aquestes quotes, omplint les arques reials per un temps.

## Conseqüències de l'expulsió

### Humanes
Aquest edicte va causar un genocidi de magnituds fins avui en dia desconegudes completament per motius de censura, destrucció i repressió d'arxius inquisicionals i documents que amb prou feines en posteriors segles han sortit a llum. La Inquisició va imposar la crema en vida, i fins i tot en absència, de nombrosos jueus i cristians. Els processos van ser cruels i d'extrema violència, pràcticament sense sortida o alternativa de redempció. Aquests processos eren portats d'una manera dual. El judici era processat per la inquisició però l'execució era transmesa a les autoritats civils. D'aquesta manera es creava una forma absurda d'inculpabilitat per transferència.

### Demogràfiques
Les estimacions de la xifra total de jueus que van sortir d'Espanya són molt dispars, i van dels 50.000 als 200.000 individus. A l'Aragó la població jueva era poc abundant, pel que la pèrdua demogràfica va suposar uns 10.000 o 20.000 habitants. Al contrari en Castella eren nombrosos en el que és avui Castella i Lleó, Castella - la Manxa, Andalusia i Múrcia. La majoria dels jueus desterrats van anar a parar a Portugal o Navarra, d'on anys més tard també serien expulsats; la minoria restant va marxar a Flandes, el nord d'Àfrica, Itàlia i territoris mediterranis de l'Imperi Otomà.

### Econòmiques
La marxa dels jueus tan sols va ser especialment rellevant en l'àmbit dels negocis i l'economia als llocs on habitava un gran nombre d'ells. Encara que també és cert que alguns historiadors defensen que amb ells se'n va anar la possibilitat que la societat espanyola recollís l'impuls d'un primer capitalisme.
L'expulsió va esdevenir un pròsper element financer de la corona i la Inquisició per motiu de les expropiacions conseqüència del decret. Molts jueus empresonats a Sevilla van ser alliberats a partir de 1510 sota el pagament de milers de ducats, quantitat, que es duplicava cada terme fins a arribar a 40.000 ducats. Això va ocasionar una crisi entre la corona i l'església, que es barallaven per adquirir aquests béns decomissats o explotats.
Per mitjà de pagaments els va ser possible a molts de forçats i jueus escapar fins i tot cap a les Amèriques.

### Socioreligioses
L'edicte mostra que la raó de l'expulsió no era la falta de fe dels conversos, sinó la integració de les festes bíbliques en el seu cristianisme. Això no és considerat avui en dia contradictori dins de confessions messiàniques. En aquella època segons la influència de la Inquisició una forma no acceptada de cap manera. Va augmentar el nombre de conversos i es va consolidar una divisió social entre cristians vells (sense avantpassats jueus), i cristians nous (jueus convertits al cristianisme o els seus descendents), divisió que es veuria plasmada als estatuts de neteja de sang.

### Culturals
L'expulsió va suposar que les societats castellana i aragonesa perdessin figures tan il·lustres del món cultural i científic com Abraham Zacuto (astrònom i cosmògraf), Salomón ben Verga (escriptor), Isaac Abravanel (fill d'un conseller dels reis i escriptor), a més de molts d'altres.
Traduccions de la santa Bíblia com la Bíblia d'Alba o la de Ferrara, que van portar a moltes d'altres com la de Reina i Valera o l'anglesa de King James, no van poder continuar sent desenvolupades.
Els avenços científics experimentats en dècades anteriors es van veure alentits, o fins i tot van desaparèixer, deixant el país sense el prestigi que aquests li havien atorgat en èpoques passades entre els savis contemporanis.
La investigació en astronomia i navegació marítima havia estat desenvolupada i impulsada per savis jueus que van desaparèixer.